# Estadio Gazovik
El Estadio Gazovik es un estadio multiusos ubicado en la ciudad de Oremburgo, Distrito del Volga, Rusia. El recinto inaugurado en 2002 posee una capacidad para 7500 espectadores y es el estadio del FC Orenburg equipo que juega en la Liga Premier de Rusia.
El estadio Gazovik en Oremburgo se construyó entre 2001 y 2002 y se inauguró el 25 de agosto de 2002, con una capacidad cercana a las 3000 personas. Desde principios de los años 2010 el club experimentó un renacimiento que lo llevó primero a la Liga Nacional en 2011 y en 2016 a la Liga Premier por lo que hubo que remodelar y ampliar el recinto para las nuevas exigencias de la Liga, dichos trabajos se efectuaron parceladamente entre 2014 a 2016, se reconstruyeron las tribunas, ahora cubiertas, se instaló calefacción al campo de juego y se amplió la capacidad a 7500 asientos.

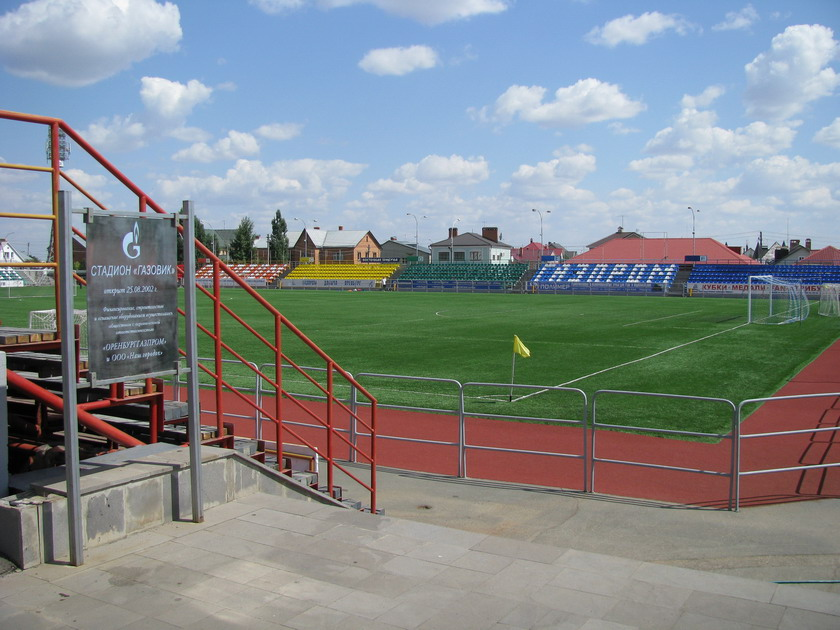
el estadio en 2009 antes de la remodelación.
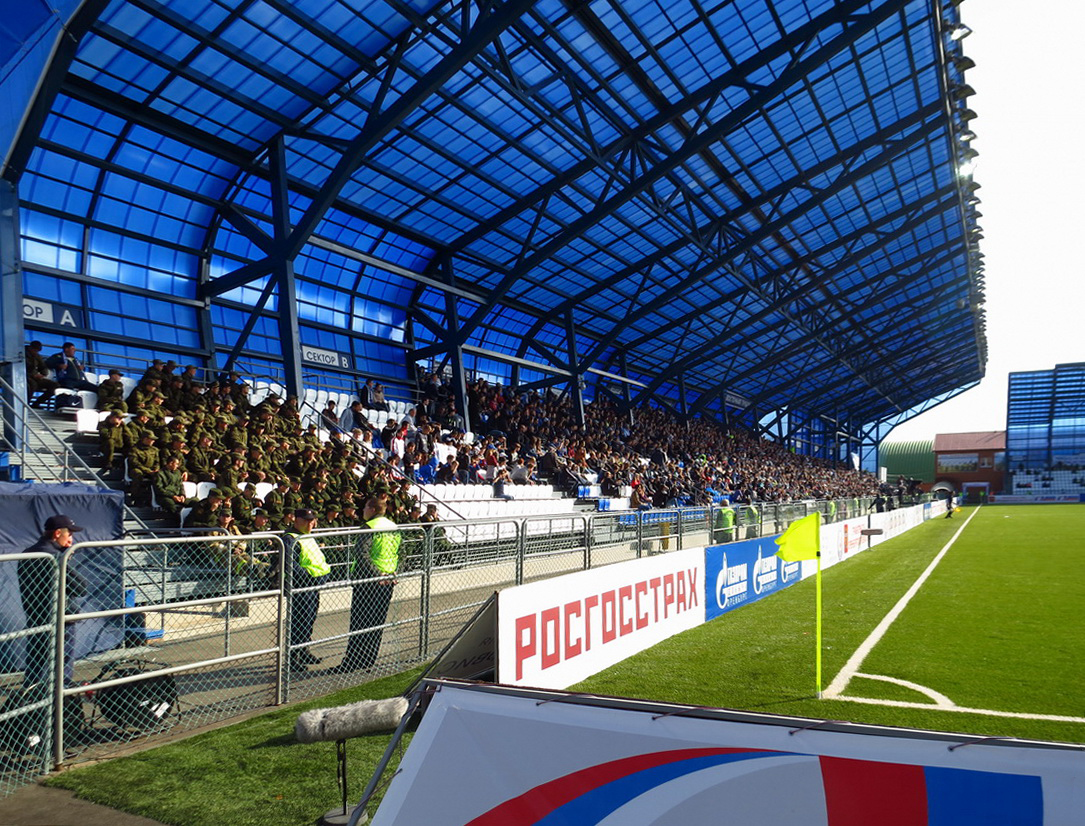
Nuevas tribunas techadas.